# هجليج (نبات)
الهَجْليج أو الإهليلَج أو بلح الصحراء  (الاسم العلمي: Balanites) جنس من النباتات يتبع الفصيلة الرطريطية من رتبة الرطريطيات.

## الأنواع
- هجليج مصري (الاسم العلمي:Balanites )
- هجليج أنغولي (الاسم العلمي:Balanites angolensis)
- هجليج أجرد (الاسم العلمي:Balanites glabra)
- هجليج موغامي (الاسم العلمي:Balanites maughamii)
- هجليج معنق (الاسم العلمي:Balanites pedicellaris)
- هجليج مستدير الأوراق (الاسم العلمي:Balanites rotundifolia)
- هجليج روكسبوري (الاسم العلمي:Balanites roxburghii)
- هجليج ثلاثي الزهر (الاسم العلمي:Balanites triflora)
- هجليج ويلسوني (الاسم العلمي:Balanites wilsoniana)
- هجليج سدري (الاسم العلمي:Balanites zizyphoides)